# (3320) Namba
(3320) Namba (1982 VZ4) – planetoida z pasa głównego asteroid okrążająca Słońce w ciągu 3,86 lat w średniej odległości 2,46 j.a. Odkryli ją Hiroki Kōsai i Kiichirō Furukawa 14 listopada 1982 roku.